# کری جیمز
کری جیمز هورن (انگلیسی: Kerry James Horn؛ زادهٔ ۲ اوت ۱۹۸۶) هنرپیشه، تهیه‌کننده و فیلمساز اهل کانادا است. جیمز در میشن، بریتیش کلمبیا زاده شده‌است.
جیمز در سال ۲۰۰۷ در فیلم «بیگانگان در آمریکا» حضور داشت، همچنین وی در سال ۲۰۱۰ برای ایفای نقش «کیلب اودل» در سریال درام مزرعه قلب‌ها به شهرت رسید.

## فیلم‌شناسی
| سال          | عنوان                          | نقش           | توضیحات                  |
| ------------ | ------------------------------ | ------------- | ------------------------ |
| ۲۰۰۷         | بیگانگان در آمریکا             | تیم چگلی      | سریال تلویزیونی          |
| ۲۰۰۸         | دونالد استراشی                 | جوی دیمز      | سریال تلویزیونی          |
| ۲۰۰۹         | جهان استارگات                  | جاش           | قسمت: "زمین"             |
| ۲۰۱۰         | پسری که گرگ شد                 | کورت مک کان   | فیلم تلویزیونی           |
| ۲۰۱۰ - اکنون | مزرعه قلب‌ها (سریال تلویزیونی)  | کیلب اودل     | فصل ۲ تا کنون            |
| ۲۰۱۰         | ژوئن                           | مرد جوان      | کوتاه                    |
| ۲۰۱۱         | انتهای بازی                    | اد            | قسمت: "طرف دیگر تابستان" |
| ۲۰۱۱         | جلسات: آنلاین                  | بیمار شماره ۱ | سریال تلویزیونی          |
| ۲۰۱۱         | وسواس گذشته                    | جیک           | فیلم تلویزیونی           |
| ۲۰۱۱         | ستاره فیلم                     | تاد           | فیلم تلویزیونی           |
| ۲۰۱۲         | دایره راز (سریال تلویزیونی)    | آرون وگنر     | قمست: یخ/آتش             |
| ۲۰۱۲         | معلم موسیقی                    | زک            | فیلم تلویزیونی           |
| ۲۰۱۳         | شب بخیر برای عدالت: ملکه قلبها | بوچ کسیدی     | فیلم تلویزیونی           |
| ۲۰۱۴         | کاج گازگیر                     | کامرون چادز   | کوتاه                    |
| ۲۰۱۴         | تقلب                           | تام برومل     | کوتاه                    |
| ۲۰۱۵         | گناهکاران                      | حسابدار       | کوتاه                    |
| ۲۰۱۷         | عروس ایده‌آل                    | رنی           | فیلم تلویزیونی           |
| ۲۰۱۸         | دستکش                          | قو            | فیلم تلویزیونی           |